# 朱之馮
朱之馮（？—1644年），本名之裔，字樂三，一說德止，號勉齋，順天府大興縣人，明末政治人物。

## 生平
朱之馮還是秀才時，便被楊漣、左光斗賞識。天啟五年（1625年）乙丑科進士，授戶部主事，榷稅河西務（河西務位於天津和北京之間），上任時便推卻陋規羨金，後來又因得罪魏忠賢而被定為東林黨人貶謫。崇禎二年（1629年）起復戶部員外郎，以罣誤謫浙江布政使司理問，遷行人司副，歷任刑部郎中、浙江按察司僉事、山東布政使司參議。
崇禎十六年（1643年）正月（一說崇禎十五年十二月），擢拔為都察院右僉都御史、巡撫宣府，任內清廉奉公，嚴核將士，彈劾庸懦，補足兵額。崇禎十七年（1644年）春，此時李自成軍隊來勢洶洶，朱之馮設太祖牌位於城樓，召集軍民，要歃血死守，但城中軍民人心渙散，皆言請降。而朱之馮繼續督標兵禦賊，砲矢相加。同年三月六日，李自成陷宣府，總兵王承胤和監軍宦官杜勳開城迎賊，朱之馮大罵：「爾上所倚信，特遣爾，以封疆屬爾。爾至即通賊，何面目見上？」杜勳一言不發，大笑而去。朱之馮登上城樓，下令開炮，左右默然，無一人上前。於是朱之馮親自點火放炮，又被左右拉住。這時大砲的線孔已被鐵釘釘死。朱之馮見大勢已去，歎道：“不意人心至此”。李自成大軍已入城，左右想引朱之馮投降，朱之馮痛叱「離此一步，非死所！」說罷南向叩頭，寫完遺書，便登北城樓自縊而死。後來，他被棄屍濠中，濠旁的狗每日吃人屍，只有朱之馮的遺體尚存，十四天後被義民以草殮之。

## 延伸阅读
[在维基数据编辑]
 《明史卷二百六十三》，出自《明史》